# Bob de Jong
Bob de Jong (n. 13 noiembrie 1976, Leimuiden⁠(d), Olanda de Sud, Țările de Jos) este un patinator de viteză neerlandez, medaliat olimpic. A participat la 5 ediții ale Jocurilor Olimpice (1998, 2002, 2006, 2010, 2014) în care a câștigat o medalie de aur, o medalie de argint și două medalii de bronz.